# Charlotte Clymer
Charlotte Anora Elizabeth Clymer  (11 de outubro de 1986)  é uma ativista, porta-voz e escritora norte-americana. Anteriormente, foi secretária de imprensa para emitir resposta rápida na Human Rights Campaign e diretora de comunicações e estratégia na Católicas pelo Direito de Decidir.

## Carreira
Clymer se juntou ao Exército dos Estados Unidos em 2005, e, mais tarde, se matriculou na Academia Militar dos Estados Unidos. Clymer foi designada para o 3.º Regimento de Infantaria dos EUA (A Velha Guarda), com base no Cemitério Nacional de Arlington, até 2012.
Depois de deixar o Exército, ela se mudou para Washington, D.C. e conseguiu um emprego como representante de serviços de visitantes no Museu Memorial do Holocausto dos Estados Unidos. Depois de trabalhar lá por um ano, Clymer se matriculou na Universidade de Georgetown e concluiu seu bacharelado.
Em 2017, Clymer começou a trabalhar na Campanha de Direitos Humanos, o maior grupo de defesa LGBTQ e organização de lobby político nos Estados Unidos. Em 2020, Clymer foi incluída na lista 40 Under 40 da revista Fortune na categoria "Governo e Política".
De janeiro a maio de 2021, Clymer foi a diretora de comunicações e estratégia da Católica pelo Direito de Decidir, um grupo de defesa católico dissidente dos direitos ao aborto com sede em Washington, D.C.
Clymer é uma ativista declarada em questões como direitos LGBTQ, feminismo e assuntos de veteranos.
Em outubro de 2024, Clymer era o porta-voz da organização progressista AllVote, que distribuiu informações eleitorais falsas ou enganosas em várias ocasiões e foi sinalizada como uma fraude por autoridades estaduais em todo o país.

## Vida pessoal
Clymer foi criada no centro do Texas, depois de se mudar com sua mãe de Utah quando jovem. Em novembro de 2017, ela se assumiu como uma mulher transgênero. Clymer é da Igreja Episcopal dos Estados Unidos.